# Liste der denkmalgeschützten Objekte in Bartholomäberg
Die Liste der denkmalgeschützten Objekte in Bartholomäberg enthält die 21 denkmalgeschützten, unbeweglichen Objekte der Gemeinde Bartholomäberg im Montafon.

## Denkmäler
| Foto |                 | Denkmal | Standort                                                | Beschreibung | Metadaten |
| ---- | --------------- | --- | ------------------------------------------------------- | --- | --- |
| ja   | Datei hochladen | Almanlage Küngsmaisäß HERIS-ID: 57173 Objekt-ID: 66968                                                        | Alpe Stein 1 Standort KG: Bartholomäberg                | Die Almanlage Küngsmaisäß besteht aus sechs eingeschoßigen Gebäuden: der Alp- oder Gemeinschaftshütte, zwei weiteren Maisässhütten und drei Ställen aus der ersten Hälfte des 19. Jahrhunderts. Die Bewirtschaftung dieses Gebiets reicht bis in das 16. Jahrhundert zurück. | BDA-Hist.: Q38074960 Status: Bescheid Stand der BDA-Liste: 2025-06-30 Name: Almanlage Küngsmaisäß GstNr.: .514/13 Almanlage Küngsmaisäß |
| ja   | Datei hochladen | Kath. Pfarrkirche hl. Bartholomäus und Friedhof HERIS-ID: 56085 Objekt-ID: 65071                              | Dorf 1 Standort KG: Bartholomäberg                      | Bemerkenswert ist ein romanisches Vortragekreuz aus Limoges um 1150. Die gotische Vorgängerkirche ist mit der Sakristei und dem ehemaligen Hochaltar als Flügelaltar erhalten. Die reich ausgestattete barocke Pfarrkirche wurde ab 1732 erbaut und 1743 geweiht. | BDA-Hist.: Q2082997 Status: § 2a Stand der BDA-Liste: 2025-06-30 Name: Kath. Pfarrkirche hl. Bartholomäus und Friedhof GstNr.: 9/1, .1/1 Pfarrkirche St. Bartholomäus (Bartholomäberg) |
| ja   | Datei hochladen | Pfarrhof HERIS-ID: 33393 Objekt-ID: 30863                                                                     | Dorf 8 Standort KG: Bartholomäberg                      | Der Pfarrhof nördlich der Kirche wurde 1701 als zweigeschoßiger Bau errichtet, teils gemauert und teils als verputzter Blockbau mit Satteldach. Eine zweiseitige Zugangstreppe führt zu einer Rundbogentüre. Bemerkenswert sind die breiten verputzten runden Dachkehlen. Die Fenster sind mit Zierprofilen versehen, in der Südwestecke ist ein Pilaster in Putz, in der Südostecke umfasst eine halbrunde Säule die Balkenköpfe des Blockbaus. Die Erdgeschoß- und Obergeschoßdecken sind mit reichen Schmuckelementen versehen. | BDA-Hist.: Q37952054 Status: § 2a Stand der BDA-Liste: 2025-06-30 Name: Pfarrhof GstNr.: 787/1 Pfarrhaus Bartholomäberg |
| ja   | Datei hochladen | Wohnhaus Frühmesshaus Bartholomäberg HERIS-ID: 66725 Objekt-ID: 79633                                         | Dorf 11 Standort KG: Bartholomäberg                     | Das Frühmesshaus, 1657 als Priesterunterkunft errichtet, fand später als Museum Verwendung. | BDA-Hist.: Q1472169 Status: § 2a Stand der BDA-Liste: 2025-06-30 Name: Wohnhaus GstNr.: .188 Frühmesshaus Bartholomäberg |
| ja   | Datei hochladen | Ehemaliger Gasthof Adler HERIS-ID: 46599 Objekt-ID: 48713                                                     | Fangesweg 9 Standort KG: Bartholomäberg                 | Der ehemalige Gasthof Adler, betrieben bis in die Zeit um 1950, verfügt über ein rundbogiges Steinportal, zugänglich über eine zweiseitige Treppe. An der Vorderseite des Hauses ist ein barockes Madonnenbild als Fassadenmalerei ausgeführt. Eine Inschrift in der 1683 geschaffenen Stube verweist auf die damaligen Inhaber, „Thoman Fritz und sein Hausfrau Anna Maria Tschofen“. | BDA-Hist.: Q38022824 Status: Bescheid Stand der BDA-Liste: 2025-06-30 Name: Ehemaliger Gasthof Adler GstNr.: .2 Bartholomäberg Gasthof Adler |
| ja   | Datei hochladen | Wohnhaus eines Montafoner Gehöfts HERIS-ID: 66719 Objekt-ID: 79627                                            | Glänweg 10 Standort KG: Bartholomäberg                  | Der sogenannte Schusterhof gilt als frühestes noch erhaltenes Wohngebäude des Montafons. Der älteste Teil hat einen quadratischen Grundriss und einen eingewölbten Keller, der eckbündig angelegt ist. Die dendrochronologische Untersuchung der Balken und Bohlen des Kellers ergab, dass das verwendete Holz im Winterhalbjahr 1251/1252 geschlagen wurde. Im frühen 18. Jahrhundert erfolgte eine Erweiterung nach Westen und eine Überbauung des hochmittelalterlichen Kerns.                                                  | BDA-Hist.: Q38114150 Status: Bescheid Stand der BDA-Liste: 2025-06-30 Name: Wohnhaus eines Montafoner Gehöfts GstNr.: 3477 Bartholomäberg Wohnhaus Glänweg 10 |
| ja   | Datei hochladen | Volksschule Innerberg HERIS-ID: 56769 Objekt-ID: 66340                                                        | Innerbergstraße 13 Standort KG: Bartholomäberg          | | BDA-Hist.: Q38073462 Status: § 2a Stand der BDA-Liste: 2025-06-30 Name: Schule GstNr.: .1020 Bartholomäberg Volksschule Innerberg |
| ja   | Datei hochladen | Kapelle hl. Maria HERIS-ID: 56333 Objekt-ID: 65639                                                            | Jetzmunt 14 Standort KG: Bartholomäberg                 | Die Marienkapelle ist ein einfacher Rechteckbau mit Satteldach und Turm, 1961/1962 nach den Plänen von Keckeis und Thurnherr errichtet und 1967 geweiht. | BDA-Hist.: Q38071443 Status: § 2a Stand der BDA-Liste: 2025-06-30 Name: Flur-/Wegkapelle, hl. Maria GstNr.: 1706/6 Jetzmunt Marienkapelle |
| ja   | Datei hochladen | Kath. Pfarrexpositurkirche hl. Josef in Gantschier HERIS-ID: 56398 Objekt-ID: 65819                           | Kirchstraße 2 Standort KG: Bartholomäberg               | Die Josefskirche in Bartholomäberg ist ein schlichtes modernistisches Gebäude, das 1960–1964 errichtet wurde. | BDA-Hist.: Q1648173 Status: § 2a Stand der BDA-Liste: 2025-06-30 Name: Kath. Filialkirche, Pfarrexpositurkirche hl. Josef, Gantschier GstNr.: .1105 Josefskirche (Bartholomäberg) |
| ja   | Datei hochladen | Mittelalterlich-frühneuzeitliches Bergbaugebiet HERIS-ID: 111726 Objekt-ID: 129721seit 2012                   | Knappagruaba Standort KG: Bartholomäberg                | Oberhalb des Siedlungsgebietes von Bartholomäberg wurden im 21. Jahrhundert zahlreiche Reste des spätmittelalterlichen bis frühneuzeitlichen Bergbaus entdeckt. Die ältesten Funde reichen bis in die keltische Zeit zurück. Einzelne Stollenmundlöcher wurden wieder freigelegt und zugänglich gemacht. | BDA-Hist.: Q37826295 Status: Bescheid Stand der BDA-Liste: 2025-06-30 Name: Mittelalterlich-frühneuzeitliches Bergbaugebiet GstNr.: 492, 496, 497, 503/1, 503/2, 504, 505, 511, 515/2, 515/3, 514, 515/4, 516, 517/1, 517/2, 517/3, 517/4, 520, 523, 529/1, 529/2, 530, 532/1, 532/2, 532/3, 533/1, 542, 543, 544, 548, 549, 550/1, 550/2, 552, 553/1, 553/2, 559/1, 560, 561/1, 561/2, 561/3, 562/1, 562/2, 563/1, 563/2, 564, 565, 566, 568/2, 567, 568/3, 568/4, 568/5, 568/6, 568/7, 568/8, 577/1, 578, 579/1, 579/5, 580, 616, 620/2, 668, 669, 670, 671/1, 671/2, 671/3, 2045/4, 3472 Knappagruaba |
| ja   | Datei hochladen | Kapelle hl. Maria HERIS-ID: 66624 Objekt-ID: 79530                                                            | Marentes Standort KG: Bartholomäberg                    | Die Marienkapelle in Marentes wurde 1767 erbaut. | BDA-Hist.: Q38113917 Status: § 2a Stand der BDA-Liste: 2025-06-30 Name: Flur-/Wegkapelle, hl. Maria GstNr.: .480 Marentes Marienkapelle |
| ja   | Datei hochladen | Kuratienkirche unserer Lieben Frau Mariä Unbefleckte Empfängnis und Friedhof HERIS-ID: 56254 Objekt-ID: 65405 | Mühleweg 2 Standort KG: Bartholomäberg                  | Die spätbarocke Kuratienkirche wurde 1820 geweiht. | BDA-Hist.: Q1542714 Status: § 2a Stand der BDA-Liste: 2025-06-30 Name: Kuratienkirche unserer Lieben Frau Mariä Unbefleckte Empfängnis und Friedhof GstNr.: .733, 2931 Kuratienkirche Innerberg |
| ja   | Datei hochladen | Wohnhaus HERIS-ID: 56255 Objekt-ID: 65406                                                                     | Mühleweg 4 Standort KG: Bartholomäberg                  | Das Montafonerhaus am Mühleweg 4 ist der ehemalige Pfarrhof von Innerberg. | BDA-Hist.: Q38070975 Status: § 2a Stand der BDA-Liste: 2025-06-30 Name: Wohnhaus GstNr.: .736 Bartholomäberg Wohnhaus Mühleweg 4 |
| ja   | Datei hochladen | Kapelle Herishof HERIS-ID: 58312 Objekt-ID: 68874                                                             | Obdörfleweg 12, in der Nähe Standort KG: Bartholomäberg | Die Kapelle Herishof ist mit 1749 bezeichnet. | BDA-Hist.: Q38082133 Status: Bescheid Stand der BDA-Liste: 2025-06-30 Name: Kapelle Herishof GstNr.: 2302/1 Bartholomäberg Kapelle Herishof |
| ja   | Datei hochladen | Kapelle zur hl. Maria HERIS-ID: 44839 Objekt-ID: 45717                                                        | gegenüber Panoramastraße 18 Standort KG: Bartholomäberg | Die Kapelle zur hl. Maria, mit rechteckigem Grundriss und Satteldach, steht an der Straße nach Innerberg und wurde Ende des 18. Jahrhunderts errichtet. Sie trägt im Giebel ein Fresko vom Typus Anna selbdritt. Im flach gedeckten Innenraum befinden sich eine Statue der hl. Maria mit Kind aus dem 19. Jahrhundert und ein Kruzifix aus dem 17. Jahrhundert. | BDA-Hist.: Q38011176 Status: Bescheid Stand der BDA-Liste: 2025-06-30 Name: Kapelle zur hl. Maria GstNr.: 2247/1 Bartholomäberg Marienkapelle Panoramastraße |
| ja   | Datei hochladen | Kapelle am Plattaweg HERIS-ID: 46729 Objekt-ID: 48864                                                         | bei Plattaweg 25 Standort KG: Bartholomäberg            | Die Kapelle am Plattaweg wurde 1989 renoviert. | BDA-Hist.: Q38023265 Status: Bescheid Stand der BDA-Liste: 2025-06-30 Name: Kapelle am Plattaweg GstNr.: .906 Bartholomäberg Kapelle Plattaweg |
| ja   | Datei hochladen | Kapelle hl. Johannes HERIS-ID: 56335 Objekt-ID: 65641                                                         | Rellseck Standort KG: Bartholomäberg                    | Rechteckbau unter Satteldach mit Glockendachreiter von 1948 bis 1950 erbaut. | BDA-Hist.: Q38071463 Status: § 2a Stand der BDA-Liste: 2025-06-30 Name: Flur-/Wegkapelle, hl. Johannes GstNr.: .952 Kapelle Rellseck |
| BW   | Datei hochladen | Bartholomäberg - Paarhofanlage Haus am Hennakopf HERIS-ID: 206172seit 2022                                    | Roferweg 9 Standort KG: Bartholomäberg                  | Trotz einiger Veränderungen in den 1980er Jahren gilt das Haus am Roferweg 9 als sichtbares Zeichen der lokalen Baukultur. | BDA-Hist.: Q112964535 Status: Bescheid Stand der BDA-Liste: 2025-06-30 Name: Bartholomäberg - Paarhofanlage Haus am Hennakopf GstNr.: .193, 780/2 |
| ja   | Datei hochladen | Bergschmiede am Roferweg HERIS-ID: 113154 Objekt-ID: 131402seit 2019                                          | bei Roferweg 31 Standort KG: Bartholomäberg             | Unterhalb der Knappagruaba wurden bei Ausgrabungen in den Jahren 2010 bis 2014 die Reste einer spätmittelalterlichen Bergschmiede aus dem 15. Jahrhundert freigelegt. Bis zu ihrer Entdeckung gab aus dem mittelalterlichen Montanrevier im Montafon keine Hinweise auf derartige Anlagen. | BDA-Hist.: Q105646965 Status: Bescheid Stand der BDA-Liste: 2025-06-30 Name: Bergschmiede am Roferweg GstNr.: 621 |
| ja   | Datei hochladen | Flur-/Wegkapelle, hl. Maria HERIS-ID: 56332 Objekt-ID: 65638                                                  | Valleu Standort KG: Bartholomäberg                      | Rechteckbau unter Satteldach mit Glockendachreiter über der Fassade mit Figur Maria Verkündigung aus der Mitte des 17. Jahrhunderts. | BDA-Hist.: Q38071432 Status: § 2a Stand der BDA-Liste: 2025-06-30 Name: Flur-/Wegkapelle, hl. Maria GstNr.: .912 Kapelle Valleu |
| ja   | Datei hochladen | Platta I, Prähistorische Höhensiedlung Friaga Wald HERIS-ID: 113031 Objekt-ID: 131257seit 2018                | Standort KG: Bartholomäberg                             | Bis 1999 das 90 × 50 Meter große Siedlungsareal im Friaga Wald entdeckt wurde, galt das Montafon als prähistorisch unbesiedelt. Als besonders bemerkenswert sehen Archäologen die Reste einer Mauer und eines Schuttwalls aus der frühen Mittelbronzezeit, es wurden aber auch Funde aus der Frühbronzezeit sowie aus der frühen und späten Eisenzeit dokumentiert: insgesamt vier Kulturschichten mit einer etwa 1000-jährige Siedlungsunterbrechung.                                                                             | BDA-Hist.: Q105646905 Status: Bescheid Stand der BDA-Liste: 2025-06-30 Name: Platta I, Prähistorische Höhensiedlung Friaga Wald GstNr.: 41, 73, 74 |